# Салават Юлаев (фильм)
«Салава́т Юла́ев» — чёрно-белый фильм 1940 года режиссёра Якова Протазанова о национальном герое башкирского народа Салавате Юлаеве, лидере башкир в крестьянском восстании под предводительством Емельяна Пугачёва. Вышел на экраны 21 февраля 1941 года.
В 1986 году фильм был восстановлен на Киностудии им. М. Горького.

## Сюжет
Сын старшины, юный Салават, поднявший руку на царского офицера, вынужден навсегда покинуть родную деревню. Беглый каторжник Хлопуша помогает ему спастись от преследования солдат. Увидев перед собой Хлопушу, Салават, склонный считать каждого русского врагом, не верит ему. Но общие кандалы, каторжные работы на рудниках сближают их. Друзьям удаётся бежать с каторги. Два года скитаются Салават и Хлопуша по необъятным просторам Урала. В одном из казацких хуторов они встречаются с Пугачёвым и становятся его убеждёнными сторонниками. Салават отправляется домой, в родную деревню. Поднятый им народ стекается под знамёна Пугачёва.
Вместе с русскими крестьянами и рабочими уральских крепостных заводов сражается башкирская конница во главе с полковником Салаватом. Царское правительство посылает на борьбу с Пугачёвым отлично вооружённое регулярное войско под командованием Михельсона. Предательство казачьего старшины помогает карателям нанести пугачёвцам серьёзное поражение. Погибает в бою Хлопуша. Схвачен казаками-изменниками Пугачёв. Богатым башкирам удаётся напасть на след Салавата, и они выдают его властям. Друзья организуют побег. Далеко в горах, расставаясь со своими соратниками, Салават ободряет их: «Будет ещё вольно жить башкирский народ!»

## История создания сценария
Сценарист Степан Злобин вспоминал о своей работе над романом «Салават Юлаев», первоначальная версия которого была опубликована в 1929 году:
«Летом 1924 года я оказался в Уфе, где преподавал литературу и русский язык. […] Участвовал в экспедиции по горно-степным и горно-лесным районам Башкирии, много ездил верхом, ночевал на башкирских кочевьях, охотился, изучал башкирский язык, записывал песни, местные предания, пословицы, поговорки. Всё это в будущем, когда я писал „Салавата Юлаева“, очень пригодилось. […] Я выкраивал время и для работы в исторических архивах Уфы. Нашёл интересные материалы по башкирским восстаниям и задумал писать „Салавата“ […] Я побывал в деревне, где Салават родился и рос, в деревне, откуда была родом его жена, в деревнях и сёлах, где он набирал людей в свой отряд — в войска Пугачева, в тех местах, где он сражался с войсками Екатерины. Здесь я ознакомился с природой, окружавшей детство Салавата, и лучше мог себе представить его жизнь. Кроме того, в этих же местах люди рассказали мне нигде не записанные до того легенды и предания о национальном герое, они пели песни, которые предания приписывают Салавату Юлаеву».
В 1939 году было решено экранизировать роман С. Злобина. В автобиографии он писал:
«Я снова поехал в Башкирию, чтобы встряхнуть старое вино и заставить его бродить. И тема „Салавата“ вдруг „забродила“. Я понял, до какой степени был наивен тот двадцатипятилетний автор детской повести о Салавате, как не сумел он справиться с раскрытием исторического процесса и до чего же необходимо всё это сделать заново, совершенно иначе переосмысливая события крестьянской войны XVIII века. Эту работу я делал параллельно с работой над сценарием. Фактически совершенно новый роман „Салават Юлаев“ увидел свет лишь в 1941 году, когда я был уже на фронте. Весной 1941 же года появился на экране и фильм „Салават Юлаев“, над сценарием которого я работал в соавторстве с моей женой».

## В ролях
- Арслан Мубаряков — Салават Юлаев
- Абдулламин Зубаиров — Бабай, пасечник
- Гималетдин Мингажев — Юлай, отец Салавата
- Рим Сыртланов — Бухаир
- Сахи Саитов — Кинзя Арсланов
- Вали Галимов — мулла
- Хазиахмет Бухарский — Рысабай
- Михаил Болдуман — Пугачёв
- Сергей Блинников — Перфильев
- Николай Крючков — Хлопуша
- Нина Никитина — Оксана
- Ирина Федотова — Амина
- Лев Потёмкин — начальник карательного отряда
- Андрей Файт — офицер
- Георгий Милляр — управляющий рудником
- Николай Горлов — Яким (нет в титрах)
- Михаил Глузский — Юсуф (нет в титрах)

## Съёмочная группа
- Режиссёр: Яков Протазанов
- Сценаристы: Степан Злобин, Галина Спевак
- Оператор: Александр Шеленков
- Художник: Владимир Ладягин
- Композитор: Арам Хачатурян